# Сан Панкрацио (Кјети)
Сан Панкрацио (итал. San Pancrazio) је насеље у Италији у округу Кјети, региону Абруцо.
Према процени из 2011. у насељу је живело 40 становника. Насеље се налази на надморској висини од 492 м.